# EN (klinopis)
EN (Borger 2003 nr. 164; U+12097 𒂗, glej tudi Ensi) je sumerski klinopisni znak, ki označuje gospoda/vladarja ali svečenika.  Zdi se, da se je prvotno uporabljal za velikega svečenika ali svečenico mestnega zavetnega božanstva, in  se je kasneje prenesel tudi na posvetno oblast. EN je bil verjetno tudi izvirni naslov vladarja Uruka.
En je bil tudi del imena božanstva, na primer  DEN.LÍL, DEN.KI, DEN.GURUN in DEN.ZU.
Prva znana svečenica z naslovom "En svečenica" je bila akadska svečenica En-hedu-ana (2285 pr. n. št.-2250 pr. n. št.).

## Arhaične oblike
V emesalskem narečju se je ustreznik glasil UMUN. V standardnem sumerskem narečju emegir se je glasil *ewen ali  *emen in z opustitvijo srednjega soglasnika postal  EN.

## Sklica
1. ↑  Saggs, H.W.F. (1988). The Greatness That Was Babylon (revised edition).
2. ↑  Sahala, Aleksi. Sumerian phonology – Current state of its study. Part 1: Vowels (str. 12–13). Academia, 11. september 2015. Pridobljeno 23.julija 2020.

## Vir
- Moran, William L. The Amarna Letters. Johns Hopkins University Press, 1987, 1992. (softcover, ISBN 0-8018-6715-0).